# Lezhë (prefeitura)
Lezhë (em albanês:  Qarku i Lezhë) é uma prefeitura da Albânia. Sua capital é a cidade de Lezhë.

## Distritos
- Mirditë
- Lezhë
- Kurbin